# Mass Effect: Andromeda
Mass Effect: Andromeda – gra komputerowa stanowiąca połączenie gry fabularnej i strzelanki trzecioosobowej, stworzona przez studio BioWare na platformy Microsoft Windows, PlayStation 4 i Xbox One. Jej światowa premiera na platformy Microsoft Windows, PlayStation 4 i Xbox One miała miejsce 21 marca 2017 roku.

## Rozgrywka
Fabuła gry osadzona jest w galaktyce Andromedy wiele lat po wydarzeniach z trylogii Mass Effect. Gracz kierować może postacią męską lub kobiecą, mogącą przemierzać powierzchnie planet w pojeździe Nomad. Celem twórców było połączenie ze sobą najlepszych elementów wszystkich dotychczasowych odsłon: odkrywania nowych światów, dobrze napisanych postaci i intensywnej akcji, przy jednoczesnym rozwijaniu definicji tego, czego gracze oczekują od gry z serii Mass Effect.

## Produkcja
Pierwsze pogłoski o grze pojawiły w listopadzie 2012 roku po opublikowaniu przez producenta wykonawczego Casey’ego Hudsona wpisu w serwisie Twitter, w którym poinformował, że gra jest na wczesnym etapie rozwoju i zapytał graczy co chcieliby w niej zobaczyć. W tym samym miesiącu BioWare ogłosiło, że pracuje nad nową grą z serii, która – podobnie jak Dragon Age: Inkwizycja – działać będzie na silniku Frostbite 3 opracowanym przez studio EA DICE. W marcu 2013 roku podczas konwentu PAX East Hudson wyjawił, że BioWare rozpoczęło pracę nad nową odsłoną marki. Oficjalna zapowiedź gry miała miejsce 9 czerwca 2014 roku podczas targów Electronic Entertainment Expo, gdzie zaprezentowano wczesne materiały koncepcyjne i lakoniczne informacje o grze. Odpowiadający za kontakty z fanami Chris Prestly stwierdził, że BioWare nie chce, aby zapowiedzianą grę nazywano Mass Effect 4, ponieważ „jest to krzywdzące i wprowadza sporo zamieszania”. Po wydaniu oświadczenia głos zabrał również Yanick Roy, dyrektor oddziału BioWare w Edmonton, podkreślający, że trylogia poświęcona komandorowi Shepardowi została definitywnie zakończona, a studio koncentruje się na nowej historii osadzonej w uniwersum Mass Effect.
15 stycznia 2015 roku poinformowano, że nad grą pracuje dwieście osób, a wydana zostanie ona w 2016. Zasugerowano, że gra nie będzie nazywać się Mass Effect 4, jak również, że powróci w niej pojazd Mako znany z Mass Effect. Potwierdzono również obecność gry wieloosobowej.
15 czerwca 2015 roku podczas konferencji Electronic Arts na targach E3 zaprezentowano pierwszy zwiastun gry, ujawniający przy okazji, że nazywać będzie się ona Mass Effect: Andromeda, a jej premierę przewidywano na początek 2017 roku. W styczniu 2017 roku zapowiedziano datę premiery na 21 marca w Stanach Zjednoczonych oraz 23 marca w Europie.

## Odbiór
Gra spotkała się z mieszanymi reakcjami krytyków. Średnia jej ocen w agregatorach recenzji wynosi, w zależności od platformy, od 71% do 78% (patrz: tabela „Recenzje gry”). Krytycy chwalili przede wszystkim rozległy i różnorodny świat, który można eksplorować, oraz usprawnienia w mechanice dokonane względem wcześniejszych odsłon serii. Część recenzentów wśród wad wymieniała mało angażujący scenariusz oraz małą liczbę przedstawicieli nowych ras. W wielu recenzjach jako największą wadę wymieniano problemy techniczne, w tym przede wszystkim te związane z animacjami oraz mimiką postaci.